# Potočiště
Potočiště (do roku 1948 Dürnbach) je malá vesnice, část obce Odrava v okrese Cheb v Karlovarském kraji. Nachází se asi 3,5 kilometru západně od Odravy. Potočiště je také název katastrálního území o rozloze 2,47 km².

## Historie
První písemná zmínka o vesnici pochází z roku 1312.

## Obyvatelstvo
Při sčítání lidu v roce 1921 zde žilo 149 obyvatel, všichni německé národnosti. K římskokatolické církvi se hlásilo všech 149 obyvatel.
| Rok            | 1869 | 1880 | 1890 | 1900 | 1910 | 1921 | 1930 | 1950 | 1961 | 1970 | 1980 | 1991 | 2001 | 2011 | 2021 |
| -------------- | ---- | ---- | ---- | ---- | ---- | ---- | ---- | ---- | ---- | ---- | ---- | ---- | ---- | ---- | ---- |
| Počet obyvatel | 221  | 230  | 200  | 157  | 165  | 149  | 189  | 73   | 64   | 53   | 44   | 30   | 37   | 47   | 49   |
| Počet domů     | 30   | 32   | 32   | 28   | 26   | 25   | 29   | 31   | 25   | 14   | 13   | 15   | 15   | 17   | 19   |

## Obecní správa
Do roku 1975 bylo Potočiště samostatnou obcí. Od 1. ledna 1976 do 23. listopadu 1990 bylo součástí města Cheb. Od 24. listopadu 1990 je částí obce Odrava. V letech 1850–1963 k obci patřila Obilná a v letech 1850–1975 také Chvoječná a Loužek.

## Další fotografie

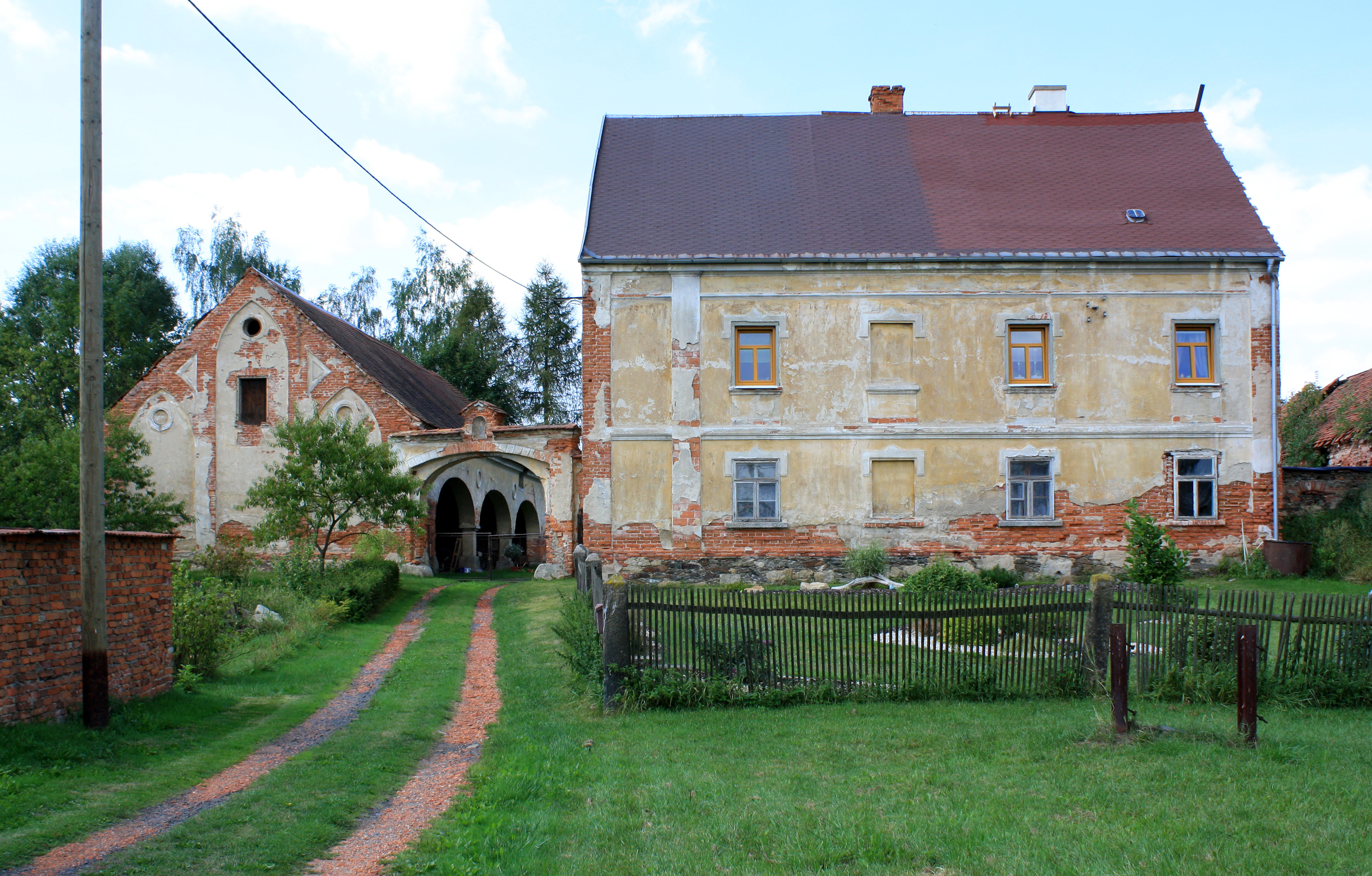
Bývalý statek
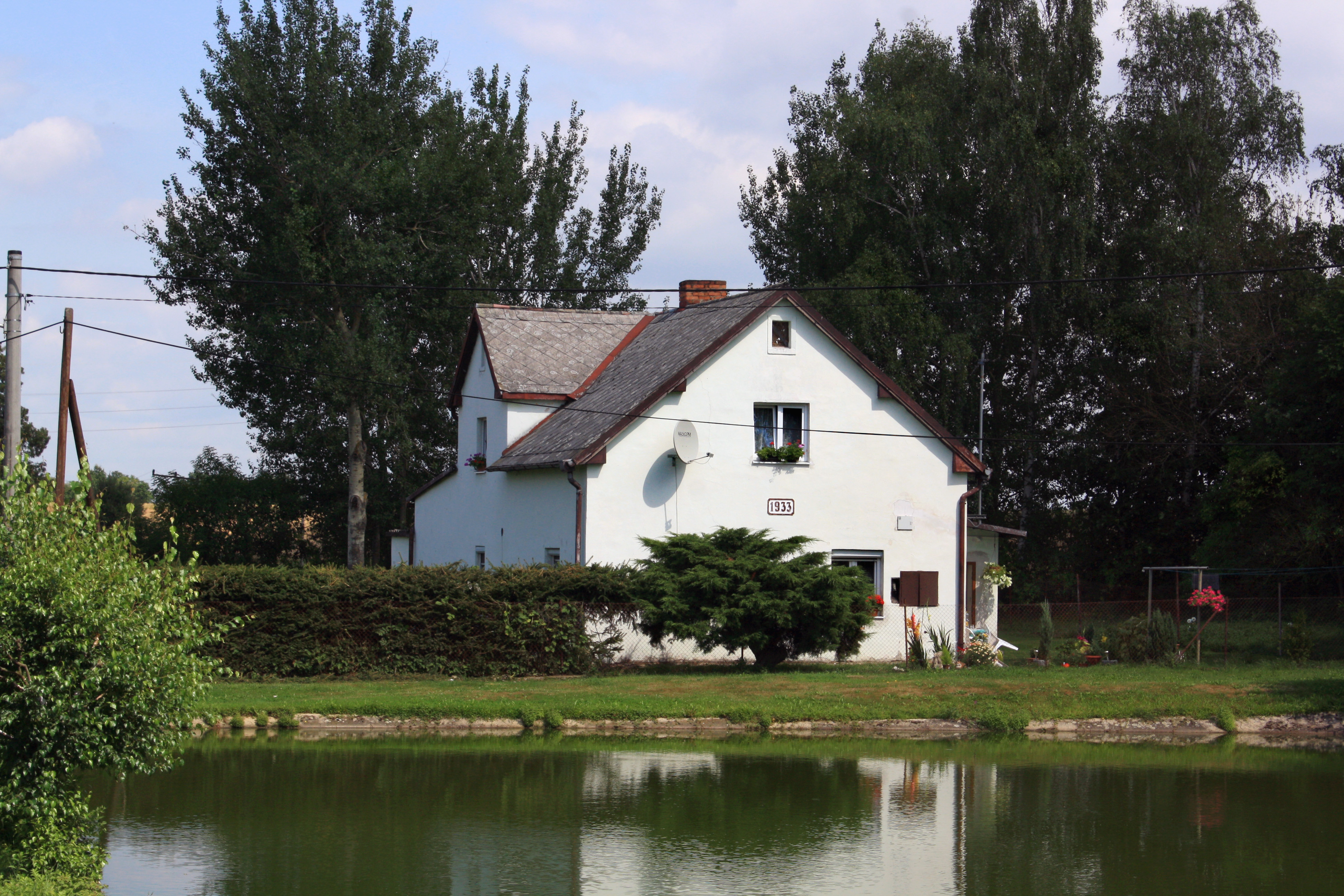
Domek u rybníka
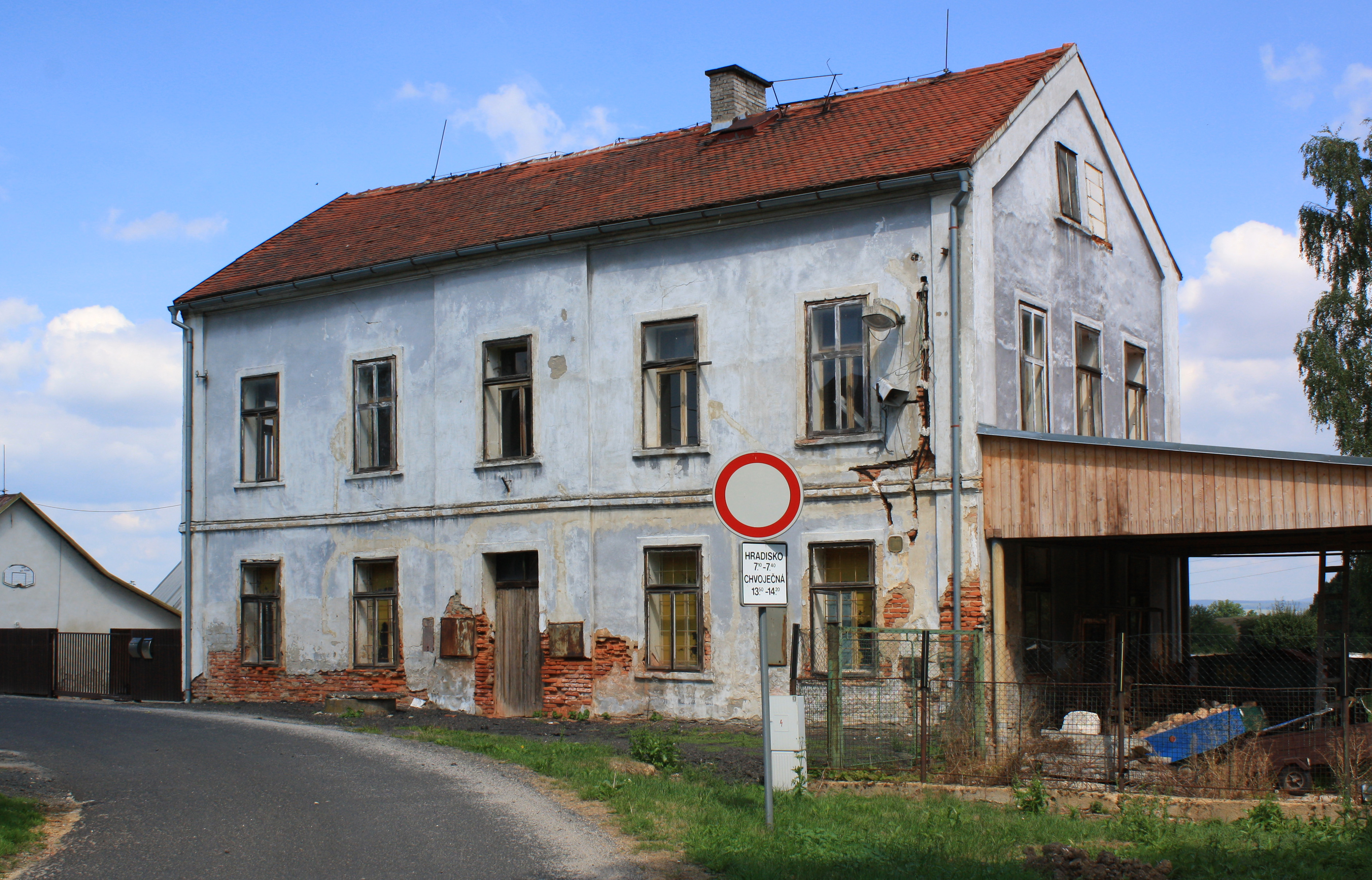
Dům se zákazem vjezdu